# Nummer 1-hits in de Billboard Best Sellers Chart in 1950
Deze hits stonden in 1950 op nummer 1 in Billboards Best-Selling Pop Singles hitlijst.
| Datum        | Artiest                      | Titel                                           |
| ------------ | ---------------------------- | ----------------------------------------------- |
| 7 januari    | Gene Autry                   | Rudolph, the red-nosed reindeer                 |
| 14 januari   | Andrews Sisters              | I can dream, can't I                            |
| 21 januari   | Andrews Sisters              | I can dream, can't I                            |
| 28 januari   | Andrews Sisters              | I can dream, can't I                            |
| 4 februari   | Andrews Sisters              | I can dream, can't I                            |
| 11 februari  | Ames Brothers                | Rag mop                                         |
| 18 februari  | Red Foley                    | Chattanoogie shoe shine boy                     |
| 25 februari  | Red Foley                    | Chattanoogie shoe shine boy                     |
| 4 maart      | Red Foley                    | Chattanoogie shoe shine boy                     |
| 11 maart     | Red Foley                    | Chattanoogie shoe shine boy                     |
| 18 maart     | Teresa Brewer                | Music! Music! Music!                            |
| 25 maart     | Teresa Brewer                | Music! Music! Music!                            |
| 1 april      | Teresa Brewer                | Music! Music! Music!                            |
| 8 april      | Teresa Brewer                | Music! Music! Music!                            |
| 15 april     | Eileen Barton                | If I knew you were comin' (I'd've baked a cake) |
| 22 april     | Eileen Barton                | If I knew you were comin' (I'd've baked a cake) |
| 29 april     | Anton Karas                  | The Third Man theme                             |
| 6 mei        | Anton Karas                  | The Third Man theme                             |
| 13 mei       | Anton Karas                  | The Third Man theme                             |
| 20 mei       | Anton Karas                  | The Third Man theme                             |
| 27 mei       | Anton Karas                  | The Third Man theme                             |
| 3 juni       | Anton Karas                  | The Third Man theme                             |
| 10 juni      | Anton Karas                  | The Third Man theme                             |
| 17 juni      | Anton Karas                  | The Third Man theme                             |
| 24 juni      | Anton Karas                  | The Third Man theme                             |
| 1 juli       | Anton Karas                  | The Third Man theme                             |
| 8 juli       | Anton Karas                  | The Third Man theme                             |
| 15 juli      | Nat King Cole                | Mona Lisa                                       |
| 22 juli      | Nat King Cole                | Mona Lisa                                       |
| 29 juli      | Nat King Cole                | Mona Lisa                                       |
| 5 augustus   | Nat King Cole                | Mona Lisa                                       |
| 12 augustus  | Nat King Cole                | Mona Lisa                                       |
| 19 augustus  | Gordon Jenkins & The Weavers | Goodnight Irene                                 |
| 26 augustus  | Gordon Jenkins & The Weavers | Goodnight Irene                                 |
| 2 september  | Gordon Jenkins & The Weavers | Goodnight Irene                                 |
| 9 september  | Gordon Jenkins & The Weavers | Goodnight Irene                                 |
| 16 september | Gordon Jenkins & The Weavers | Goodnight Irene                                 |
| 23 september | Gordon Jenkins & The Weavers | Goodnight Irene                                 |
| 30 september | Gordon Jenkins & The Weavers | Goodnight Irene                                 |
| 7 oktober    | Gordon Jenkins & The Weavers | Goodnight Irene                                 |
| 14 oktober   | Gordon Jenkins & The Weavers | Goodnight Irene                                 |
| 21 oktober   | Gordon Jenkins & The Weavers | Goodnight Irene                                 |
| 28 oktober   | Gordon Jenkins & The Weavers | Goodnight Irene                                 |
| 4 november   | Gordon Jenkins & The Weavers | Goodnight Irene                                 |
| 11 november  | Gordon Jenkins & The Weavers | Goodnight Irene                                 |
| 18 november  | Sammy Kaye                   | Harbor lights                                   |
| 25 november  | Sammy Kaye                   | Harbor lights                                   |
| 2 december   | Phil Harris                  | The thing                                       |
| 9 december   | Phil Harris                  | The thing                                       |
| 16 december  | Phil Harris                  | The thing                                       |
| 23 december  | Phil Harris                  | The thing                                       |
| 30 december  | Patti Page                   | The Tennessee waltz                             |

1940 ·
1941 · 
1942 ·
1943 ·
1944 ·
1945 ·
1946 ·
1947 ·
1948 ·
1949 ·
1950 ·
1951 ·
1952 ·
1953 ·
1954 ·
1955 ·
1956 ·
1957 ·
1958 ·
1959 ·
1960 ·
1961 ·
1962 ·
1963 ·
1964 ·
1965 ·
1966 ·
1967 ·
1968 ·
1969 ·
1970 ·
1971 ·
1972 ·
1973 ·
1974 ·
1975 ·
1976 ·
1977 ·
1978 ·
1979 ·
1980 ·
1981 ·
1982 ·
1983 ·
1984 ·
1985 ·
1986 ·
1987 ·
1988 ·
1989 ·
1990 ·
1991 ·
1992 ·
1993 ·
1994 ·
1995 ·
1996 ·
1997 ·
1998 ·
1999 ·
2000 ·
2001 ·
2002 ·
2003 ·
2004 ·
2005 ·
2006 ·
2007 ·
2008 ·
2009 ·
2010 ·
2011 ·
2012 ·
2013 ·
2014 ·
2015 ·
2016 ·
2017 ·
2018 ·
2019 ·
2020 ·
2021 ·
2022 ·
2023